# Lombardia Trophy de 2016
Lombardia Trophy de 2016 foi a nona edição do Lombardia Trophy, um evento anual de patinação artística no gelo e que fez parte do Challenger Series de 2016–17. A competição foi disputada entre os dias 8 de setembro e 11 de setembro, na cidade de Bérgamo, Itália.

## Eventos
- Individual masculino
- Individual feminino
- Duplas
- Dança no gelo

## Medalhistas
| Evento                        | Ouro                                          | Prata                                       | Bronze                                         |
| Sênior                        |                                               |                                             |                                                |
| Individual masculino detalhes | Shoma Uno · Japão                             | Jason Brown · Estados Unidos                | Max Aaron · Estados Unidos                     |
| Individual feminino detalhes  | Wakaba Higuchi · Japão                        | Kim Na-hyun · Coreia do Sul                 | Mirai Nagasu · Estados Unidos                  |
| Duplas detalhes               | Nicole Della Monica · Matteo Guarise · Itália | Valentina Marchei · Ondřej Hotárek · Itália | Rebecca Ghilardi · Filippo Ambrosini · Itália  |
| Dança no gelo detalhes        | Charlène Guignard · Marco Fabbri · Itália     | Lilah Fear · Lewis Gibson · Reino Unido     | Cecilia Törn · Jussiville Partanen · Finlândia |
| Júnior                        |                                               |                                             |                                                |
| Individual masculino detalhes | Roman Galay · Finlândia                       | Petr Kotlařík · República Tcheca            | Adrien Bannister · Itália                      |
| Individual feminino detalhes  | Kim Boyoung · Coreia do Sul                   | Lee Min-young · Coreia do Sul               | Lara Naki Gutmann · Itália                     |
| Duplas detalhes               | Giulia Foresti · Leo Luca Sforza · Itália     | Irma Caldara · Edoardo Caputo · Itália      | nenhum                                         |

## Resultados

### Sênior

#### Individual masculino
| Pos.              | Nome              | Nacionalidade  | Pontos | PC         | PL         |
| ----------------- | ----------------- | -------------- | ------ | ---------- | ---------- |
| Medalha de ouro   | Shoma Uno         | Japão          | 258.93 | 86.68 (1)  | 172.25 (2) |
| Medalha de prata  | Jason Brown       | Estados Unidos | 256.49 | 81.58 (2)  | 174.91 (1) |
| Medalha de bronze | Max Aaron         | Estados Unidos | 218.73 | 72.93 (3)  | 145.80 (3) |
| 4                 | Stéphane Walker   | Suíça          | 207.81 | 70.17 (4)  | 137.64 (4) |
| 5                 | Grant Hochstein   | Estados Unidos | 198.77 | 64.95 (5)  | 133.82 (5) |
| 6                 | Kim Jin-seo       | Coreia do Sul  | 184.58 | 62.33 (6)  | 122.25 (6) |
| 7                 | Graham Newberry   | Reino Unido    | 166.91 | 54.34 (8)  | 112.57 (7) |
| 8                 | Ondrej Spiegl     | Suécia         | 166.56 | 55.83 (7)  | 110.73 (8) |
| 9                 | Simon Hocquaux    | França         | 147.03 | 48.14 (10) | 98.89 (9)  |
| 10                | Conor Stakelum    | Irlanda        | 144.52 | 50.69 (9)  | 93.83 (10) |
| 11                | Kyeong Jae-seok   | Coreia do Sul  | 132.13 | 48.12 (11) | 84.01 (11) |
| 12                | Alessandro Fadini | Itália         | 123.09 | 46.37 (12) | 76.72 (12) |
| 13                | Lap Kan Yuen      | Hong Kong      | 99.04  | 38.98 (13) | 60.06 (13) |

#### Individual feminino
| Pos.              | Nome                 | Nacionalidade    | Pontos | PC         | PL         |
| ----------------- | -------------------- | ---------------- | ------ | ---------- | ---------- |
| Medalha de ouro   | Wakaba Higuchi       | Japão            | 178.86 | 66.66 (1)  | 112.20 (3) |
| Medalha de prata  | Kim Na-hyun          | Coreia do Sul    | 177.27 | 59.58 (3)  | 117.69 (1) |
| Medalha de bronze | Mirai Nagasu         | Estados Unidos   | 176.86 | 61.29 (2)  | 115.57 (2) |
| 4                 | Roberta Rodeghiero   | Itália           | 164.82 | 56.65 (5)  | 108.17 (4) |
| 5                 | Park So-youn         | Coreia do Sul    | 156.85 | 56.93 (4)  | 99.92 (5)  |
| 6                 | Kanako Murakami      | Japão            | 151.27 | 54.61 (8)  | 96.66 (6)  |
| 7                 | Lutricia Bock        | Alemanha         | 149.08 | 54.68 (7)  | 94.40 (7)  |
| 8                 | Nathalie Weinzierl   | Alemanha         | 144.96 | 52.07 (10) | 92.89 (8)  |
| 9                 | Nicole Schott        | Alemanha         | 144.17 | 55.07 (6)  | 89.10 (10) |
| 10                | Micol Cristini       | Itália           | 142.92 | 50.43 (11) | 92.49 (9)  |
| 11                | Viveca Lindfors      | Finlândia        | 140.95 | 52.71 (9)  | 88.24 (12) |
| 12                | Kristen Spours       | Reino Unido      | 135.21 | 46.49 (13) | 88.72 (11) |
| 13                | Helery Hälvin        | Estônia          | 133.56 | 48.31 (12) | 85.25 (13) |
| 14                | Fruzsina Medgyesi    | Hungria          | 126.36 | 46.37 (14) | 79.99 (16) |
| 15                | Tanja Odermatt       | Suíça            | 124.84 | 42.61 (16) | 82.23 (15) |
| 16                | Liubov Efimenko      | Finlândia        | 115.38 | 39.87 (18) | 75.51 (17) |
| 17                | Antonina Dubinina    | Sérvia           | 113.57 | 44.51 (15) | 69.06 (21) |
| 18                | Park Se-bin          | Coreia do Sul    | 112.95 | 30.36 (21) | 82.59 (14) |
| 19                | Anna Dušková         | República Tcheca | 111.53 | 41.21 (17) | 70.32 (19) |
| 20                | Gerli Liinamäe       | Estônia          | 108.28 | 36.91 (20) | 71.37 (18) |
| 21                | Aleksandra Golovkina | Lituânia         | 108.19 | 38.07 (19) | 70.12 (20) |

#### Duplas
| Pos.              | Nome                                 | Nacionalidade  | Pontos | PC        | PL         |
| ----------------- | ------------------------------------ | -------------- | ------ | --------- | ---------- |
| Medalha de ouro   | Nicole Della Monica / Matteo Guarise | Itália         | 185.18 | 58.22 (2) | 126.96 (1) |
| Medalha de prata  | Valentina Marchei / Ondřej Hotárek   | Itália         | 179.56 | 59.40 (1) | 120.16 (2) |
| Medalha de bronze | Rebecca Ghilardi / Filippo Ambrosini | Itália         | 144.70 | 55.20 (3) | 89.50 (4)  |
| 4                 | Jessica Pfund / Joshua Santillan     | Estados Unidos | 138.94 | 49.18 (4) | 89.76 (3)  |
| 5                 | Goda Butkutė / Nikita Ermolaev       | Lituânia       | 126.84 | 40.62 (6) | 86.22 (5)  |
| 6                 | Ji Min-ji / Themistocles Leftheris   | Coreia do Sul  | 124.14 | 47.50 (5) | 76.64 (6)  |

#### Dança no gelo
| Pos.              | Nome                                  | Nacionalidade  | Pontos | DC        | DL        |
| ----------------- | ------------------------------------- | -------------- | ------ | --------- | --------- |
| Medalha de ouro   | Charlène Guignard / Marco Fabbri      | Itália         | 162.12 | 63.04 (1) | 99.08 (1) |
| Medalha de prata  | Lilah Fear / Lewis Gibson             | Reino Unido    | 139.60 | 53.38 (2) | 86.22 (2) |
| Medalha de bronze | Cecilia Törn / Jussiville Partanen    | Finlândia      | 130.76 | 52.14 (3) | 78.62 (3) |
| 4                 | Julia Biechler / Damian Dodge         | Estados Unidos | 127.76 | 52.04 (4) | 75.72 (5) |
| 5                 | Jasmine Tessari / Francesco Fioretti  | Itália         | 122.14 | 45.08 (6) | 77.06 (4) |
| 6                 | Justyna Plutowska / Jérémie Flemin    | Polônia        | 114.34 | 46.26 (5) | 68.08 (6) |
| 7                 | Mina Zdravkova / Christopher M. Davis | Bulgária       | 86.10  | 35.72 (7) | 50.38 (7) |

### Júnior

#### Individual masculino júnior
| Pos.              | Nome               | Nacionalidade    | Pontos | PC        | PL         |
| ----------------- | ------------------ | ---------------- | ------ | --------- | ---------- |
| Medalha de ouro   | Roman Galay        | Finlândia        | 174.19 | 60.80 (1) | 113.39 (2) |
| Medalha de prata  | Petr Kotlařík      | República Tcheca | 173.82 | 58.67 (2) | 115.15 (1) |
| Medalha de bronze | Adrien Bannister   | Itália           | 160.44 | 55.25 (3) | 105.19 (3) |
| 4                 | Aleksandr Seleveko | Estônia          | 154.40 | 50.10 (5) | 104.30 (4) |
| 5                 | Radek Jakubka      | República Tcheca | 137.45 | 54.73 (4) | 82.72 (7)  |
| 6                 | Isaak Droysen      | Alemanha         | 135.70 | 48.53 (6) | 87.17 (5)  |
| 7                 | Xavier Vauclin     | França           | 129.50 | 44.25 (7) | 85.25 (6)  |
| 8                 | Michel Tsiba       | Países Baixos    | 108.57 | 36.86 (8) | 71.71 (8)  |
| 9                 | Mihhail Selevko    | Estônia          | 100.53 | 35.51 (9) | 65.02 (9)  |
| WD                | Thomas Stoll       | Alemanha         | —      | — (WD)    |            |

#### Individual feminino júnior
| Pos.              | Nome                      | Nacionalidade | Pontos | PC         | PL         |
| ----------------- | ------------------------- | ------------- | ------ | ---------- | ---------- |
| Medalha de ouro   | Kim Boyoung               | Coreia do Sul | 137.21 | 42.72 (3)  | 94.49 (1)  |
| Medalha de prata  | Lee Min-young             | Coreia do Sul | 125.20 | 45.15 (1)  | 80.05 (4)  |
| Medalha de bronze | Lara Naki Gutmann         | Itália        | 122.50 | 40.48 (5)  | 82.02 (3)  |
| 4                 | Jeon Gyo-hee              | Coreia do Sul | 121.85 | 38.85 (6)  | 83.00 (2)  |
| 5                 | Annika Hocke              | Alemanha      | 118.21 | 40.92 (4)  | 77.29 (6)  |
| 6                 | Cassandra Johansson       | Suécia        | 116.75 | 43.75 (2)  | 73.00 (8)  |
| 7                 | Viktoria Novichonok       | Rússia        | 115.11 | 37.62 (10) | 77.49 (5)  |
| 8                 | Linnea Ceder              | Finlândia     | 110.18 | 33.38 (13) | 76.80 (7)  |
| 9                 | Sara Conti                | Itália        | 106.33 | 38.83 (7)  | 67.50 (9)  |
| 10                | Alisa Stomakhina          | Áustria       | 105.04 | 37.99 (9)  | 67.05 (10) |
| 11                | Sara Boschiroli           | Itália        | 102.31 | 38.00 (8)  | 64.31 (12) |
| 12                | Anni Skogberg             | Finlândia     | 98.88  | 32.95 (14) | 65.93 (11) |
| 13                | Chenny Paolucci           | Itália        | 98.35  | 35.18 (11) | 63.17 (13) |
| 14                | Tina Leuenberger          | Suíça         | 97.26  | 34.15 (12) | 63.11 (14) |
| 15                | Kristina Shkuleta-Gromova | Estônia       | 92.31  | 31.91 (15) | 60.40 (15) |
| 16                | Doris Louhikpski          | Finlândia     | 90.80  | 31.47 (17) | 59.33 (16) |
| 17                | Matilde Battagin          | Itália        | 87.13  | 30.93 (19) | 56.20 (17) |
| 18                | Alice Martina Geraghty    | Itália        | 82.42  | 31.85 (16) | 50.57 (18) |
| 19                | Simona Gospodinova        | Bulgária      | 79.56  | 30.41 (20) | 49.15 (19) |
| 20                | Romy Schallert            | Áustria       | 76.22  | 31.03 (18) | 45.19 (20) |
| WD                | Melyna Decobert           | França        | —      | — (WD)     |            |

#### Duplas júnior
| Pos.             | Nome                                 | Nacionalidade | Pontos | PC        | PL        |
| ---------------- | ------------------------------------ | ------------- | ------ | --------- | --------- |
| Medalha de ouro  | Giulia Foresti / Leo Luca Sforza     | Itália        | 136.87 | 53.08 (1) | 83.79 (1) |
| Medalha de prata | Irma Angela Caldara / Edoardo Caputo | Itália        | 109.20 | 37.41 (2) | 71.79 (2) |

## Quadro de medalhas
Sênior
| Ordem | País           | Medalha de ouro | Medalha de prata | Medalha de bronze |    | Ordem por total |
| ----- | -------------- | --------------- | ---------------- | ----------------- | -- | --------------- |
| 1     | Itália         | 2               | 1                | 1                 | 4  | 1               |
| 2     | Japão          | 2               |                  |                   | 2  | 3               |
| 3     | Estados Unidos |                 | 1                | 2                 | 3  | 2               |
| 4     | Coreia do Sul  |                 | 1                |                   | 1  | 4               |
| 4     | Reino Unido    |                 | 1                |                   | 1  | 4               |
| 6     | Finlândia      |                 |                  | 1                 | 1  | 4               |
| TOTAL | TOTAL          | 4               | 4                | 4                 | 12 | —               |

Geral
| Ordem | País             | Medalha de ouro | Medalha de prata | Medalha de bronze |    | Ordem por total |
| ----- | ---------------- | --------------- | ---------------- | ----------------- | -- | --------------- |
| 1     | Itália           | 3               | 2                | 3                 | 8  | 1               |
| 2     | Japão            | 2               |                  |                   | 2  | 4               |
| 3     | Coreia do Sul    | 1               | 2                |                   | 3  | 2               |
| 4     | Finlândia        | 1               |                  | 1                 | 2  | 4               |
| 5     | Estados Unidos   |                 | 1                | 2                 | 3  | 2               |
| 6     | Reino Unido      |                 | 1                |                   | 1  | 6               |
| 6     | República Tcheca |                 | 1                |                   | 1  | 6               |
| TOTAL | TOTAL            | 7               | 7                | 7                 | 21 | —               |